# Roland Černák
Roland Černák (Trebišov, 22 luglio 1997) è un calciatore slovacco, attaccante del Nacina Ves.

## Carriera

### Club
Ha giocato nella prima divisione slovacca.

### Nazionale
Ha giocato nelle nazionali giovanili slovacche Under-18, Under-19 ed Under-21.